# Black Hole
Black Hole – amerykańska seria komiksowa autorstwa Charlesa Burnesa, wydana w 12 zeszytach w latach 1995–2005 przez Kitchen Sink Press i Fantagraphics, a następnie opublikowana w wydaniu zbiorczym w 2005 roku przez Pantheon Books. W zbiorczym tomie ukazała się po polsku w 2007 roku nakładem wydawnictwa Kultura Gniewu.

## Fabuła
Black Hole to rozgrywająca się w latach 70. XX wieku na przedmieściach Seattle historia czworga nastolatków: Chrisa, Roba, Keitha i Elizy. Panuje wśród nich zaraza, która objawia się dziwnymi mutacjami i deformacjami. Ujawnia się od czasu, gdy rozpoczęli życie seksualne. Choroba się rozszerza. Zarażeni nastolatkowie, prześladowani przez społeczeństwo, uciekają do lasu i zaszywają się w obozie dla chorych.